# Vivificación
En términos de embarazo humano, vivificación es el momento en que la mujer gestante empieza a sentir el movimiento del feto en el útero.  Se creía en filosofía antigua (idea que luego pasó a algunas religiones y teorías legales) que la vivificación marcaba la entrada de un alma en el feto, lo que se denomina animación. 

## Hechos médicos
La primera sensación natural de vivificación puede sentirse como pequeños golpecitos o aleteos. Estos movimientos se vuelven más fuertes y regulares con el avance del embarazo. A veces se confunden con gases o hambre. 
Los músculos del útero son los primeros en percibir el movimiento fetal, no los abdominales. Por eso, el peso corporal no influye sustancialmente en cuándo se siente por primera vez. Las mujeres que han dado a luz antes tienen un útero más relajado y pueden sentir movimiento fetal en torno a las 14 semanas. 
La vivificación indica el comienzo del movimiento fetal, usualmente entre las 14 y 26 semanas tras la concepción (cuarto a sexto mes).  La primípara típicamente lo siente a las 20–21 semanas, mientras que en multíparas puede ocurrir cerca de las 18 semanas. 

## Ley común
El estudio de la historia temprana de la ley común consuetudinaria (common law) y la vivificación — en inglés quickening, en la acepción de "quick", lo que se mueve, como “viviente”— en el contexto del debate sobre el aborto presenta diversos desafíos. A lo largo del tiempo, académicos especializados han descubierto jurisprudencia que respalda la idea de que el aborto era considerado homicidio —al menos en ciertos casos— incluso antes de la vivificación. Sin embargo, debido al gran peso de las costumbres locales y las jurisdicciones en disputa durante las etapas iniciales del desarrollo jurídico, los orígenes consuetudinarios del common law son imprecisos, y los investigadores también han encontrado casos en los que el aborto no era considerado un asunto particularmente grave.
El primer jurista que describió el aborto de un feto vivificado como homicidio fue Henry de Bracton a comienzos del siglo XIII:

Si alguien golpea a una mujer embarazada o le administra veneno con el fin de provocar un aborto, si el feto ya está formado o vivificado —y especialmente si está vivificado—, comete homicidio.

El jurista británico del siglo XVIII William Blackstone reconoció el derecho a la vida del feto tras la vivificación como un derecho legalmente protegido “inherente por naturaleza a todo individuo”. Blackstone escribió que la vida se convierte en un derecho protegido por la ley “tan pronto como el infante es capaz de moverse en el vientre de la madre”. También abordó la cuestión de la vivificación en relación con el feticidio y el aborto en el siglo XVIII:

La vida... comienza, según la ley, tan pronto como un infante es capaz de moverse en el vientre de su madre. Si una mujer está embarazada y vivificada, y por medio de una pócima u otro método se mata al feto en su vientre; o si alguien la golpea y como consecuencia el niño muere en su cuerpo y nace sin vida, esto, aunque no se consideraba asesinato según la antigua ley, era homicidio o parricidio. Pero en la actualidad ya no se lo considera un crimen tan atroz, aunque sigue siendo un delito grave.

Los Commentaries on the Laws of England de Blackstone, junto con otras autoridades ampliamente consultadas del common law, establecieron una línea divisoria en la vivificación, análoga a la línea de viabilidad fetal que la Corte Suprema de los Estados Unidos intentó definir en el caso Roe v. Wade.
En Inglaterra, entre los siglos XVII y XIX, una mujer condenada por un crimen capital podía solicitar una suspensión de su ejecución si se encontraba embarazada; a esta solicitud se le llamaba "plead the belly". La ley establecía que no se concedería un segundo aplazamiento por un embarazo posterior, incluso si el feto ya había sido vivificado. En Irlanda, el 16 de marzo de 1831, el juez Pennefather, en Limerick, declaró que el embarazo por sí solo no era suficiente para retrasar una ejecución; debía haberse producido la vivificación.